# 6918 Манаслу
6918 Манаслу (6918 Manaslu) — астероїд головного поясу, відкритий 20 березня 1993 року.
Тіссеранів параметр щодо Юпітера — 3,507.